# HMS Foxhound (H69)
HMS Foxhound (H69) là một tàu khu trục lớp F được Hải quân Hoàng gia Anh Quốc chế tạo vào đầu những năm 1930. Sau các hoạt động ban đầu trong Chiến tranh Thế giới thứ hai, nó được chuyển giao cho Hải quân Hoàng gia Canada và hoạt động như một chiếc thuộc lớp River dưới tên gọi HMCS Qu'Appelle (H69) từ năm 1944 đến năm 1946.

## Thiết kế và chế tạo
Lớp tàu khu trục F có đặc tính tương tự như Lớp tàu khu trục C và D dẫn trước vào năm 1931, nhưng có dáng lườn tàu và cầu tàu được cải tiến, được bố trí ba phòng nồi hơi thay vì hai, và pháo QF 4,7 inch (120 mm) có thể nâng đến góc 40° thay vì 30° như ở lớp trước.
Foxhound được đặt hàng trong Chương trình Chế tạo Hải quân 1932. Nó được đặt lườn vào ngày 21 tháng 8 năm 1933 tại xưởng tàu của hãng John Brown Shipbuilding & Engineering Company Ltd. ở Clydebank Birkenhead; được hạ thủy vào ngày 12 tháng 10 năm 1934 và hoàn tất vào ngày 6 tháng 6 năm 1935.

## Lịch sử hoạt động
Foxhound được cải biến thành một tàu hộ tống tầm xa từ tháng 8 năm 1943; và sau khi hoàn tất, nó xuất biên chế khỏi Hải quân Hoàng gia Anh vào ngày 8 tháng 2 năm 1944 để được chuyển cho Canada; nhập biên chế Hải quân Hoàng gia Canada cùng ngày hôm đó dưới tên gọi HMCS Qu'Appelle (H69).
Qu'Appelle tham gia Đội hộ tống 12 vào tháng 6 năm 1944 trong vai trò bảo vệ tàu bè khỏi các cuộc tấn công cuộc Đức trong cuộc Đổ bộ Normandy. Nó đã cùng các tàu khu trục Saskatchewan, Skeena và Restigouche tấn công các tàu tuần tra Đức ngoài khơi Brest, Pháp trong Trận Pierre Noires, nơi chiếc tàu tuần tra Đức V715 bị đánh chìm. Vào ngày 11 tháng 8, Qu'Appelle cùng với Restigouche, Skeena và Assiniboine được lệnh ngăn chặn các tàu bè Đức thoát ra khỏi các cảng Biscay. Trong khi đánh chìm hai tàu đánh cá vũ trang, nó bị hư hại do va chạm với Skeena và phải được sửa chữa cho đến hết tháng 9, khi nó gia nhập Đội hộ tống 11 để tuần tra ngoài khơi Iceland.
Sau khi chiến tranh kết thúc, Qu'Appelle được xuất biên chế khỏi Hải quân Hoàng gia Canada vào ngày 27 tháng 5 năm 1946.